# جاي تي توماس
جاي تي توماس (بالإنجليزية: J. T. Thomas)‏ هو لاعب كرة قدم أمريكية أمريكي، ولد في 22 أبريل 1951 في ماكون في الولايات المتحدة.

## وصلات خارجية
- جاي تي توماس على موقع مرجع كرة القدم المحترفة.كوم (الإنجليزية)
- جاي تي توماس على موقع IMDb (الإنجليزية)